# Alurnus eckardtae
Alurnus eckardtae là một loài bọ cánh cứng trong họ Chrysomelidae. Loài này được Günther miêu tả khoa học năm 1936.